# بخش مانشیاری دی
بخش مانشیاری دی (به انگلیسی: Mancherial district) یک منطقهٔ مسکونی در هند است که در تلانگانا واقع شده‌است. بخش مانشیاری دی ۴٬۰۵۶٫۳۶ کیلومتر مربع مساحت و ۸۰۷٬۰۳۷ نفر جمعیت دارد.